# Miroslav Klásek
Miroslav Klásek (ur. 8 lutego 1913 w miejscowości Vestec w powiecie Nymburk, zm. 18 czerwca 1976 w Novym Borze) – czeski lekkoatleta reprezentujący Czechosłowację, olimpijczyk z 1936.
Był wszechstronnym lekkoatletą. Początkowo specjalizował się w rzucie oszczepem i dziesięcioboju, ale w 1935 doznał kontuzji łokcia („łokieć golfisty”) i skoncentrował się na skoku o tyczce.
13 czerwca 1936 w Pradze poprawił rekord Czechosłowacji w skoku o tyczce wynikiem 4,02 m (rekord ten poprawił dopiero Jan Bém w 1942). Wystąpił w tej konkurencji na igrzyskach olimpijskich w 1936 w Berlinie, ale przed finałem doznał kontuzji biodra i zajął 17.–23. miejsce z wynikiem 3,80 m.
Był mistrzem Czechosłowacji w rzucie oszczepem w 1931 i 1941 oraz w dziesięcioboju w 1932 i 1934, a także brązowym medalistą w skoku o tyczce w 1932 i 1939 oraz w rzucie oszczepem w 1942 i 1943.
Oprócz rekordu Czechosłowacji w skoku o tyczce ustanowił również rekord kraju w dziesięcioboju wynikiem 6792,910 punktów (według ówczesnej punktacji) 28 sierpnia 1932 w Czeskich Budziejowicach. Rekord życiowy Kláska w rzucie oszczepem pochodził z 1933 i wynosił 62,09 m.
Zakończył karierę zaraz po II wojnie światowej. Później pracował w przemyśle szklarskim w Novym Borze.